# Pasta de sucre
La pasta de sucre és una pasta de modelar comestible feta a base de sucralosa, midó i glucosa.
Aquesta pasta alimentària s'utilitza habitualment per a la decoració en la decoració de pastissos.

## Història
Les proves del seu ús en diversos contextos remunten almenys al segle XVI.
Els primers caramels que van entrar en la categoria de bescuits de Nadal eren fets amb pasta a base de sucre i marcats amb paraules i frases curtes.